# フランキー・ベルコーテレン
フランキー・ベルコーテレン（Franky Vercauteren、1956年10月28日 - ）は、ベルギー出身の元サッカー選手、現サッカー指導者。選手時代のポジションはフォワード（左ウイング）。選手時代はベルギー代表であり、監督としてもベルギー代表監督を務めた。

## 経歴

### 選手経歴

#### クラブ
RSCアンデルレヒトの下部組織出身。1975年のKRCメヘレン戦で、Gilbert Van Binstとの交代でトップチームデビューした。デビュー当初は負傷が続き、1975年10月と1976年1月に手術を行なっている。1975-76シーズンのUEFAカップウィナーズカップでは、準々決勝でレクサムFC（ウェールズ）を、準決勝でFSVツヴィッカウ（東ドイツ）を、決勝でウェストハム・ユナイテッドFC（イングランド）を破って優勝した。1976年のUEFAスーパーカップではUEFAチャンピオンズカップ王者のバイエルン・ミュンヘン（西ドイツ）を破って優勝した。1976-77シーズンのUEFAカップウィナーズカップでも決勝に進出したが、ハンブルガーSV（西ドイツ）に敗れて優勝を逃した。1977-78シーズンの同大会では3シーズン連続の決勝進出を果たし、決勝でFKアウストリア・ウィーン（オーストリア）を破って2シーズンぶりの優勝を決めた。1978年のUEFAスーパーカップではリヴァプールFC（イングランド）を破っている。1981-82シーズンにはUEFAチャンピオンズリーグに出場してベスト4となり、1982-83シーズンにはUEFAカップで優勝。1983-84シーズンのUEFAカップでも決勝に進出したが、トッテナム・ホットスパーFC（イングランド）にPK戦の末に敗れた。1984-85シーズンはUEFAカップでベスト8、1985-86シーズンはUEFAチャンピオンズカップで準優勝、1986-87シーズンはUEFAチャンピオンズカップでベスト8となり、ベルコーテレン在籍下のアンデルレヒトは6シーズン連続で欧州カップ戦のベスト8以上の成績を挙げた。1981年から1987年にはベルコーテレンがキャプテンを務めたが、この黄金時代のアンデルレヒトにはアリー・ハーン、プレーメーカーのエンツォ・シーフォ、ジョルジュ・グルンなどが在籍していた。アンデルレヒトではUEFAカップウィナーズカップで2回、UEFAカップで1回、UEFAスーパーカップで2回優勝しており、計5個の欧州カップ戦タイトルを獲得した。また、国内大会では欧州カップ戦ほどの好成績を挙げられなかったが、ベルギー・カップで2回、ジュピラーリーグで4回、ベルギー・スーパーカップで2回優勝している。
1987年にはフランス・ディヴィジョン・アン（1部）のFCナントに移籍した。1970年代から1980年代半ばまでのナントはフランス屈指の強豪であり、この時期に4回のリーグ優勝を果たしていたが、1980年代後半には成績に翳りが見え、ベルコーテレンが加入してからの3シーズンは10位、7位、7位という成績に終わった。しかし、ベルコーテレン自身は2回アシスト王に輝いている。1990年にベルギーに帰国してRWDモレンベークに加入し、1993年までプレーした。

#### 代表
ベルギー代表としては、スペインで開催された1982 FIFAワールドカップ、フランスで開催されたUEFA欧州選手権1984、メキシコで開催された1986 FIFAワールドカップに出場。通算63試合に出場して9得点を記録した。
1977年11月16日、北アイルランド戦 (3-0) でベルギー代表デビューした。イタリアで開催されたUEFA欧州選手権1980でベルギー代表は準優勝しているが、ベルコーテレンは出場メンバーに選出されていない。1982 FIFAワールドカップの1次リーグではアルゼンチン、ハンガリー、エルサルバドルと同組となったが、前回大会優勝国でありディエゴ・マラドーナを擁したアルゼンチン、エルサルバドル戦で1試合最多得点（10点）を記録したハンガリーを抑えてグループ首位となった。2次リーグではポーランド、ソビエト連邦と同組となり、2連敗で大会敗退となった。UEFA欧州選手権1984のグループリーグでは、優勝候補筆頭のフランス、デンマーク、ユーゴスラビアと同組となった。初戦のユーゴスラビア戦には2-0で勝利したが、ミシェル・プラティニ擁するフランスには0-5で大敗。グループリーグ最終戦のデンマーク戦はフランスに次ぐグループ2位決定戦となり、ベルギーが39分までに2点を先行したが、40分以降に3失点して逆転負け。3回目の出場にして初のグループリーグ敗退となった。1986 FIFAワールドカップ・ヨーロッパ予選ではプレーオフに回ったが、オランダとのライバル対決を制して本大会出場権を獲得した。グループリーグでは4ヶ国中3位だったが、各組3位チームの中でもっとも良い成績を残して決勝トーナメントに進出。決勝トーナメント1回戦ではソビエト連邦を延長の末に破り、準々決勝ではスペインをPK戦の末に破ったが、準決勝では結果的に優勝するアルゼンチンに敗れた。3位決定戦でもフランスに敗れたが、同国史上最高の4位という成績を残した。

### 指導者経歴
現役引退後の1993年、ブラバン・ワロン州にある小規模クラブ、CSブライネのユースチーム監督に就任した。1994年にはKVメヘレンと契約し、1994年から1997年にはユースチーム監督、1997年から1998年にはトップチーム監督を務めた。1997-98シーズン終了後、古巣RSCアンデルレヒトのアシスタントコーチに就任した。1998-99シーズン序盤のアンデルレヒトは18位と低迷し、アリー・ハーン監督が退任。ベルコーテレンとJean Dockxが共同で暫定監督に就任した。ライバルのスタンダール・リエージュ戦に6-0で、KRCヘンク戦に5-2で勝利するなどし、両暫定監督はクラブを欧州カップ戦出場権圏内まで押し上げた。1999年にはエメ・アンテュニスが正式な監督に就任し、ベルコーテレンは再びアシスタントコーチに戻った。アンテュニス監督の後任にはチェコ人のウーゴ・ブルースが就任したが、2005年2月に解任され、ベルコーテレンがトップチーム監督に就任した。2004-05シーズン、2005-06シーズンとジュピラー・リーグ2連覇を達成。2006-07シーズン序盤には勝ち点が伸び悩み、11月までに首位に勝ち点7を付けられたことから、監督・クラブ双方合意の上で11月12日に職を離れた。ベルコーテレンの下でアシスタントコーチを務めていたアリエル・ヤコブスが後任監督に就任している。
2009年4月、ベルギー代表のレネ・バンデレイケン監督が成績不振によって解任され、ベルコーテレンが暫定監督に就任。5月下旬に日本で行なわれたキリンカップサッカーのチリ戦 (1-1) が初采配試合となったが、日本戦 (0-4) に大敗して3ヶ国中2位タイに終わった。7月にはディック・アドフォカートの正式な監督就任が発表され、ロシア・プレミアリーグの2009年シーズン終了まではベルコーテレンが暫定的に指揮を執るはずだったが、同年9月9日のアルメニア戦に敗れた後にベルコーテレン監督が暫定監督を辞任したため、アドフォカートは当初の予定よりも3ヶ月早く正式監督に就任した。
2009年12月3日、ハイン・ファンハーゼブロウク監督の後任としてKRCヘンク監督に就任した。2010-11シーズンのレギュラーシーズンはアンデルレヒトに次ぐ2位だったが、プレーオフの成績でアンデルレヒトを上回り、最終戦のスタンダール・リエージュ戦に引き分けてリーグ優勝を決めるとともに、UEFAチャンピオンズリーグ本選出場権を獲得した。2011年夏のベルギー・スーパーカップではスタンダールに勝利して初優勝を飾った。
2011年8月8日、サウジアラビアのアル・ジャジーラ・クラブ監督に就任した。2012年3月11日、アル・ジャジーラはベルコーテレンとの契約解除を発表し、退任の背景に選手との不仲があるとした。同日には後任監督にカイオ・ジュニオールが就任している。
2012年10月、リカルド・サ・ピント監督の後任としてポルトガル・プリメイラ・リーガのスポルティングCP監督に就任。古巣ヘンクとの試合（UEFAヨーロッパリーグ）が初采配試合となった。2013年1月7日に退任した。
2014年1月5日、KVメヘレンの監督に復帰したが、4ヶ月後の5月5日に退任した。
2014年夏、クリリヤ・ソヴェトフ・サマーラの監督に就任。ロシア2部リーグで迎えた2014-15シーズンは優勝し、チームを1部昇格に導いた。
2017年、ベルギー2部のサークル・ブルッヘの監督に就任。

## タイトル

### 選手時代
アンデルレヒト
- ジュピラーリーグ (4) : 1980-81, 1984-85, 1985-86, 1986-87
- ベルギー・カップ (2) : 1975, 1976
- ベルギー・スーパーカップ (2) : 1985, 1987
- UEFAカップウィナーズカップ (2) : 1975-76, 1977-78
- UEFAカップ (1) : 1982-83
- UEFAスーパーカップ (2) : 1976, 1978

### 指導者時代
アンデルレヒト
- ジュピラーリーグ (2) : 2005-06, 2006-07
- ベルギー・スーパーカップ (2) : 2006, 2007

ヘンク
- ジュピラー・プロ・リーグ (1) : 2010-11
- ベルギー・スーパーカップ (1) : 2011

クリリヤ・ソヴェトフ・サマーラ
- ロシア・ナショナル・フットボールリーグ (1) : 2014-15